# Johan Devos
Pour les articles homonymes, voir Devos.
Johan Devos (né le 10 mai 1966 à Roulers) est un coureur cycliste belge, professionnel de 1988 à 1994.

## Palmarès

### Palmarès amateur
- 1982
  - 2e du Circuit Het Volk débutants
- 1984
  -  Médaillé d'argent du championnat du monde de la course aux points juniors
- 1986
  - Gand-Wervik
- 1987
  - 3eb étape du Tour de Belgique amateurs
  - Coupe Egide Schoeters
  - 2e de Gand-Wervik
  - 2e du Tour du Limbourg amateurs
  - 2e de la Course des chats
  - 3e du Grand Prix Vic. Bodson

### Palmarès professionnel
- 1988
  - Circuit Mandel-Lys-Escaut
  - 2e du Circuit de la région linière
- 1989
  - Grand Prix du 1er mai
  - 3e du Circuit du Houtland
  - 3e du Kuurne-Bruxelles-Kuurne
  - 3e de la Ruddervoorde Koerse
- 1990
  - Gullegem Koerse
  - 3e du Grand Prix Jef Scherens
- 1991
  - 2e du Circuit de la région linière
  - 3e du Circuit du Houtland
  - 3e du Circuit du Meetjesland
- 1992
  - Grand Prix de la ville de Saint-Nicolas
  - Circuit du Houtland
  - Grand Prix Raf Jonckheere
  - 3e du Grand Prix du 1er mai
  - 3e du championnat de Belgique sur route
- 1993
  - Bruxelles-Ingooigem
  - 2e du Circuit de la région linière
  - 2e du Grand Prix Paul Borremans